# 데르가노역
데르가노역(이탈리아어: Dergano)은 밀라노 지하철 3호선의 역이다. 3호선이 처음으로 개통되고 난 뒤 21년이 지난 2011년 3월 26일에 문을 열었다. 이전까지 3호선의 북부 종착역이었던 마차키니 역 다음에 있는 첫번째 역이다. 다른 세 역과 같이 문을 열었는데 데르가노 역부터 코마시나 역까지 연장 구간을 이룬다.
밀라노 코무네 내의 카를로 임보나티 가 (via Carlo Imbonati)에 위치해 있으며 역명은 데르가노 지구에서 따왔다. 또한 역명과 같은 이름의 광장에 위치해 있지 않다. 지하에 위치한 역으로 두 개의 승강장이 있으며, 복선 터널의 양쪽에 하나씩 있다.

## 환승
역 근처에 ATM에서 운영하는 일반 버스 정류장이 있다.
- 버스 정류장

## 시설
이 역에는 다음과 같은 시설이 있다.
- 장애인 승객을 위한 승차 시설
- 엘레베이터
- 에스컬레이터
- 승차권 자동 판매기
- 역 감시카메라